# Ite missa est

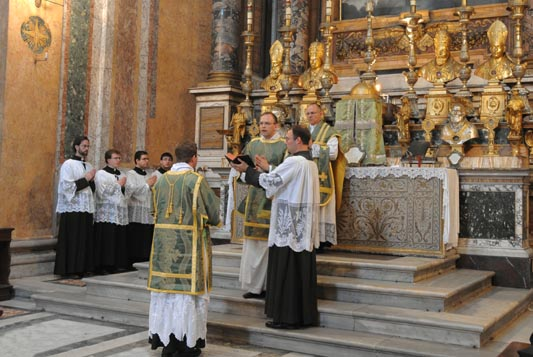
"Ite, missa est" pronunciado por el diácono durante una misa solemne en el rito romano.

Ite, missa est es la fórmula tradicional utilizada al final de la misa en el rito romano de la Iglesia católica, con la que el oficiante despide a la asamblea. Su traducción más común es: «Idos, es la despedida» o «Idos, ha sido enviada». Esta expresión dio origen al término «misa» utilizado en las lenguas romances para referirse a la celebración eucarística.

## Etimología
La expresión está compuesta por dos partes:
- Ite: forma imperativa plural del verbo ire (ir), que significa «Id» o «Váyanse».
- Missa est: frase que se traduce literalmente como «ha sido enviada». Gramaticalmente, missa es el participio pasivo perfecto femenino singular del verbo latino mittere (enviar), y est es la tercera persona del singular del verbo esse (ser/estar) en presente de indicativo.

Aunque el sentido exacto de la fórmula ha sido objeto de interpretación, se considera que hace referencia a la despedida de la asamblea litúrgica y, simbólicamente, al envío de los fieles a vivir y proclamar lo celebrado.

## Uso litúrgico
En la liturgia romana en latín, al final de la misa el celebrante pronuncia «Ite, missa est» y la asamblea responde «Deo gratias» («Gracias a Dios»).
Desde alrededor del año 1000 también se emplea otra fórmula alternativa de despedida: «Benedicamus Dómino» («Bendigamos al Señor»), con la misma respuesta: «Deo gratias», especialmente en las misas sin Gloria.

## Significado y evolución
La fórmula «Ite, missa est» fue durante siglos oída pero no completamente comprendida por los fieles, especialmente cuando el latín dejó de ser una lengua hablada. A partir de esta expresión se desarrolló la palabra «misa», que prevaleció como denominación de la celebración eucarística en las lenguas vernáculas de tradición latina.